# Charlotte Ntamack
Pour les articles homonymes, voir Ntamack.
Charlotte Ngo Ntamack, née en 1979 au Cameroun, est une comédienne, conteuse, humoriste, actrice et chroniqueuse camerounaise.

## Biographie

### Enfance et formations
Née au Cameroun en 1979, Charlotte Ntamack rêve dans son enfance d’une carrière artistique en tant que chanteuse. Finalement, elle s'intéressera au monde du théâtre. En 2002, elle abandonne ainsi ses études et participe durant deux années à des ateliers de théâtre à la Maison des Jeunes et de la Culture de Douala, dirigée par Théodore Kayesse. Puis elle suit plusieurs formations en jeu d’acteur et en écriture avec des metteurs en scène ou auteurs reconnus tels que les français Federick Fisback, Catherine Boskowitz et Roland Fichet, ainsi que le camerounais Martin Ambara,.

### Débuts de carrière
En 2002, elle entame sa carrière par le théâtre et pendant une dizaine d'années, elle incarne différents rôles dans plusieurs pièces de théâtre. Elle participe à de nombreux festivals en Afrique centrale et Afrique de l’Ouest en tant que comédienne. Elle remporte notamment le Grand prix des Scènes nationales d’ébènes d’Afrique Centrale en 2007. En 2011, elle joue les œuvres de Goethe : Iphigénie en Tauride mise en scène par Edouard Elvis Bvouma en 2011 et Faust mise en scène par Martin Ambara en 2012. La même année, elle participe aussi à la création de Mistérioso – 119 de Koffi Kwahulé, mis en scène par Soleima Arabi.
Mais Charlotte Ntamack est également conteuse. Elle participe à la deuxième édition d’Écritures d’Afrique en 2007 au théâtre du Vieux Colombier à Paris. Elle est aussi l’auteure de Kira, une pièce mise en scène par Martin Ambara en 2009. Elle participe en outre, en 2011, à la création du spectacle Il avait plu sur la rose de Nicaise Wegang mise en scène par Serges Fouha. En 2013, elle est lauréate du programme Visa pour la création de l’Institut Français.

### La comédie
Elle se lance dans l’humour en 2010. Elle s'oriente d'abord vers le stand-up version télévision. Elle est, en 2016, aux côtés de Michel Gohou, Digbeu Cravate et Mamane, dans l’émission « Le Parlement du Rire » diffusée sur la chaîne Canal+ Afrique,. La même année, elle joue dans Pour le mal, une comédie satirique de 13 minutes réalisée par la Camerounaise Hélène Ebah. Elle réalise aussi Don’t cry, stand up !, son premier One Woman Show mis en scène par Edouard Elvis Bvouma,. Elle se produit en Afrique mais également sur d'autres continents. Elle est ensuite repérée par des programmateurs Européens, Sud-Américains et Antillais lors de sa participation au Marché des arts du spectacle d’Abidjan en 2018. La même année, elle se produit sur scène avec son spectacle Je suis Charlotte. Elle devient chroniqueuse en 2019 sur Radio France Internationale où elle développe à travers sa chronique La parlotte de Charlotte l'univers de la société en Afrique avec une vue sur l'Afrique,. En 2020, elle réalise Ça gâte ça gâte, mis en scène par Edouard Elvis Bvouma et réalisé pour sa participation au MASA 2020. Le spectacle est une adaptation de ses deux précédentes créations : Don’t cry, stand up ! et Je suis Charlotte.

### Autres activités
Charlotte Ntamack joue en 2020 dans The Chariot Of The Gods, un film d’aventure africain produit réalisé par l’actrice Lucie Memba Bos.

## Prises de position
Charlotte Ntamack défend les valeurs du féminisme, notamment dans son domaine majoritairement dirigé par des hommes. Dans ses spectacles, elle évoque les droits de la femme et les violences physiques ou psychologiques faites aux femmes. Elle revendique également l'indépendance financière de la classe féminine, lutte contre le racisme et défend la justice et l'égalité,.

## Spectacles
- 2016 : Don’t cry, stand up[10]
- 2018 : Je suis Charlotte[7]
- 2020 : Ça gâte ça gâte[10]

## Filmographie

### Courts métrages
- 2016 : Pour le mal[1]

### Longs métrages
- 2020 : The Chariot Of The Gods[14]

## Prix et nominations
- 2007 : lauréate du Grand prix des Scènes nationales d'ébènes d'Afrique centrale[3]
- 2013 : lauréate de la bourse Visa pour la création de l’Institut français[4]